# 페페 카르셀렌
호세 로데나스 카르셀렌(스페인어: José Ródenas Carcelén, 1955년 4월 29일, 카스티야-라 만차 주 알바세테 ~)은 스페인의 전직 골키퍼 훗날 감독으로서 활동했다. 선수 시절, 그는 고향 알바세테 소속으로 활동했고, 1988년에 선수 시절 활동한 구단의 감독을 맡으며 감독직을 시작했다. 그는 20년을 호세 안토니오 카마초의 수석 코치로 보좌했는데, 그동안 에스파뇰(이후 카르셀렌은 에스파뇰 총감독을 맡기도 했다), 벤피카, 레알 마드리드, 그리고 스페인과 중국의 국가대표팀에 동행했다.

## 선수 경력
카르셀렌은 카스티야-라 만차 광역자치주의 알바세테 도의 수도이자 동명의 도시 알바세테 출신으로, 알바세테에서 골키퍼로 활동했다. 그는 1981–82 시즌에 테르세라 디비시온 조를 우승하여 세군다 디비시온 B 승격을 이룩한 주역이었고, 1983년 세군다 디비시온 B 코파 데 라 리가의 우승에도 혁혁한 공을 세웠다. 그는 1983–84 시즌에 5경기를 출전한 뒤 구단을 떠났다.

## 감독 경력
카르셀렌은 1988–89 시즌을 앞두고 알바세테의 감독으로 취임했고, 세군다 디비시온 B 시즌을 12위로 마쳤다. 그는 시즌 끝에 구단을 떠났고, 후임은 훌리안 루비오가 맡았다. 1994년, 그는 라 리가 에스파뇰의 수석 코치로 호세 안토니오 카마초를 보좌했다. 1996–97 시즌을 앞두고, 카마초가 세비야 감독으로 부임하면서, 카르셀렌이 그의 후임 감독이 되었다.
에스파뇰은 UEFA컵에서 네덜란드의 페예노르트에 1996년 10월 29일 패하면서 탈락했고, 1997년 1월 12일 라스 가우나스 원정에서는 로그로녜스에 1-0으로 패하면서 에스파뇰이 19경기 후 16위로 처져, 강등권과는 승점 1점차였다. 카르셀렌이 구단을 떠나면서, 비센테 미에라가 후임 감독이 되었다. 미에라도 9경기밖에 지휘하지 못했고, 파코 플로레스가 시즌 말까지 구단 감독을 맡았다.
카르셀렌은 1998년 9월에 카마초와 재회하여 둘은 각각 스페인 국가대표팀의 수석코치와 감독이 되었다. 둘은 유로 2000과 2002년 월드컵에서 대표팀을 이끌었지만, 후자의 대회에서 대한민국과의 8강전에서 탈락하면서 사표를 냈다. 둘은 해외로 건너가 12월에 제수알두 페헤이라를 해임하여 공석이 된 포르투갈의 벤피카 직위를 차지했다. 둘은 벤피카를 2년 이끌며, 타사 드 포르투갈 2003-04을 우승하고, 같은 시즌에 프리메이라리가 준우승을 거두었다.
카마초가 이후 사퇴하고 카를루스 케이로스 감독을 경질한 레알 마드리드 감독으로 취임하면서, 카르셀렌은 계속 동행했다. 이듬해 마드리드를 떠난 후, 둘은 2007년 8월에 벤피카에서 재회하여 페르난두 산투스가 떠나면서 공석이 된 자리를 차지했다. 그러나, 둘은 레이리아에 치욕적인 안방 무승부를 당하면서 3월에 사임했다.
카르셀렌은 2009년에 오사수나에서도 카마초를 보좌했는데, 둘은 결국 2011년 2월에 레알 소시에다드 원정에서 0-1로 패해 라 리가 강등권에 처지면서 해임되었다. 둘은 2011년 8월에 국가대표팀 직을 맡았는데, 카마초가 중국 국가대표팀 감독으로 취임했지만 2013년 6월에 태국에게 친선전에서 1-5 대패를 당하면서 대참사로 끝났다.

## 수상

### 선수
알바세테
- 테르세라 디비시온: 1981–82
- 코파 데 라 리가 세군다 디비시온 B: 1983

## 경력 통계

### 선수
2021년 6월 3일 기준
| 구단     | 시즌    | 리그              | 리그 | 리그 | 기타 | 기타 | 합계 | 합계 |
| 구단     | 시즌    | 리그명            | 출장 | 골   | 출장 | 골   | 출장 | 골   |
| -------- | ------- | ----------------- | ---- | ---- | ---- | ---- | ---- | ---- |
| 알바세테 | 1982–83 | 세군다 디비시온 B | 0    | 0    | 6    | 0    | 6    | 0    |
| 알바세테 | 1983–84 | 세군다 디비시온 B | 4    | 0    | 0    | 0    | 4    | 0    |
| 알바세테 | 합계    | 합계              | 4    | 0    | 6    | 0    | 10   | 0    |

1.^  세군다 디비시온 B의 1983년 코파 데 라 리가 출장 경기 포함

### 감독
2021년 6월 6일
| 구단      | 국적      | 취임           | 해임            | 기록 | 기록 | 기록 | 기록 | 기록 | 기록 | 기록 | 기록  | 주    |
| 구단      | 국적      | 취임           | 해임            | 전   | 승   | 무   | 패   | 득   | 실   | 차   | 율 %  | 주    |
| --------- | --------- | -------------- | --------------- | ---- | ---- | ---- | ---- | ---- | ---- | ---- | ----- | ----- |
| 알바세테  | 스페인    | 1988년         | 1989년          | 39   | 11   | 14   | 14   | 47   | 48   | −1   | 28.21 | [ 4 ] |
| 에스파뇰  | 스페인    | 1996년 9월 2일 | 1997년 1월 12일 | 24   | 8    | 5    | 11   | 29   | 34   | −5   | 33.33 | [ 6 ] |
| 경력 합계 | 경력 합계 | 경력 합계      | 경력 합계       | 63   | 19   | 19   | 25   | 76   | 82   | −6   | 30.16 | —     |